# Енди Лапторн
Енди Дејвид Лапторн  (рођен 11. октобра 1990) је британски тенисер у инвалидским колицима . Тенисом у инвалидским колицима почео је да се бави 2005. године, а 2008. ушао је у квад дивизију. Активан је и на турнирима у синглу и на дабл турнирима, а има 17 гренд слем титула у синглу и даблу. На својим првим летњим параолимпијским играма у Лондону 2012. године учествовао је у квад синглу и квад даблу, на којима је освојио сребрну медаљу, а сада је троструки освајач параолимпијске медаље и британски бр.1 квад тенисер, који је почео да игра тенис у инвалидским колицима. са десет година.

## Рани живот
Лапторн има церебралну парализу и користи инвалидска колица. Може да хода ограничено време, али не много далеко и због овог стања не може у потпуности да исправи руке. Придружио се инвалидском фудбалском тиму са осам година, а окушао се и у кошарци у инвалидским колицима.

## Каријера
Лапторн се бавио спортом са пуним радним временом 2005. године након што је играо у спортском кампу за људе у инвалидским колицима. Приметили су га тренери Тениског савеза и постао професионални играч. 2008. године се регистровао у куад дивизији и на свом првом турниру куад-а стигао је до полуфинала турнира у Нотингему 2008. године. Године 2009. стигао је до финала својих првих турнира укључујући пораз Јохана Андерсона, који је био освајач сребрне медаље на Летњим параолимпијским играма 2008. године, у четвртфиналу Отвореног првенства Флориде.
Лапторн је почео да се удружује са Питером Норфолком, да би се такмичио у куад даблу. Први пут су се појавили на Отвореном првенству Флориде 2009. и победили актуелне олимпијске шампионе у првом колу пре него што су освојили турнир. Лапторн је освојио своју прву титулу у синглу током исте године, на Купу Вроцлава, а такође је освојио титулу у синглу на Прашком купу у Чешкој дворани, што је резултирало комплетирањем своје прве пуне сезоне као четвороструки играч који је био девети на свету.
У 2010. Лапторн је освојио и титуле на Аустралијан опену у појединачној и у даблу са Норфолком. Стигао је до финала Сиднеј опена и редовно се појављивао у четвртфиналу овогодишњих турнира Супер серије. Његов светски пласман у 2010. поправио се на шесто место, а освојио је на крају сезоне Камоци дубл Мастерс, још једном тимом са Норфолком. Године 2011. први пут се појавио на гренд слему, победивши на турниру дублова са Норфолком, чиме је њихов ранг постао број један на свету. То је била прва прилика да је један британски пар освојио гренд слем у куад даблу, пошто је двојац победио Дејвида Вагнера и Ника Тејлора резултатом 6–3, 6–3, и освојио титулу. То је била четврта победа коју су Лапторн и Норфолк остварили током претходне две сезоне над Вагнером и Тејлором, који су актуелни шампиони Параолимпијских игара . Задржали су титулу годину дана касније.
Лапторн је изабран за репрезентацију Велике Британије за Летње параолимпијске игре 2012. у Лондону у тениским дисциплинама квад сингл и куад дабл. Канал 4 је представио Норфолк у специјалу емитованом 7. августа 2012, пре Параолимпијских игара у Лондону. Лапторн је такође био представљен у специјалу, што је резултирало у Дејли телеграфу, описујући га као " младог претварача, талентованог, агресивног и екстремно љупког". У време Параолимпијских игара био је четврти на свету у синглу, а број један у даблу са Норфолком. У синглу је у првом колу играо нерешено против Андерса Харда, док су се он и Норфолк опростили од полуфинала турнира у даблу. Испао је из такмичења у синглу у првој рунди од Харда, резултатом 7–5, 3–6, 3–6. Међутим, на турниру дублова стигао је до финала против Тејлора и Вагнера. Пре меча добио је поруке среће од фудбалског тима Вест Хема и колеге тенисера Ендија Мареја . Британски пар је изгубио меч резултатом 2–6, 7–5, 2–6, али су Лапторн и Норфолк освојили по једну сребрну медаљу.
У 2014. Лапторн је освојио титулу на Ју-ес опену у синглу. У јануару 2019, Лапторн и партнер Дејвид Вагнер су поражени у финалу двоседа у четвороструким инвалидским колицима на Аустралијан опену .

## Лични живот
Лапторн је амбасадор ФК Брентфорд  Навија за Вест Хем Јунајтед  Живи у Исткоту у Великом Лондону. Има брата по имену Самуел.